# Ronaldo Vieira Passos
Ronaldo Vieira Passos, ou simplesmente Ronaldo (Salvador, 26 de novembro de 1959) é um ex-futebolista brasileiro que atuava como goleiro.
Atualmente é advogado e esporadicamente comentarista esportivo.

## Carreira
Ele foi um goleiro que foi revelado e jogou no Bahia e ajudou o tricolor baiano a ganhar o Campeonato Brasileiro de 1988, onde era titular da equipe. Ele começou como reserva do então titular Sidmar, porém, após a sua lesão, ele teve que urgentemente assumir a camisa 1, e não decepcionou. Foi titular até o fim do Brasileiro e foi campeão com o Bahia, disputando o título de melhor goleiro do torneio com Taffarel, do Inter. Ronaldo se identificou tanto com o Tricolor de Aço que é conselheiro e sócio do clube.
Também defendeu o rival do tricolor, o Vitória, onde foi contratado em 1989.

## Títulos
Bahia
- Campeonato Brasileiro: 1988
- Campeonato Baiano: 1979, 1981, 1982, 1983[3], 1984, 1986, 1987, 1988

Vitória
- Campeonato Baiano: 1992, 1995, 1996